# 元号法制化実現国民会議
元号法制化実現国民会議（げんごうほうせいかじつげんこくみんかいぎ）は、日本の政治団体。1978年7月18日結成。右翼、新興宗教「生長の家」、生長の家の関連団体「日本青年協議会」、統一教会の関連団体「国際勝共連合」、神道政治連盟、神社本庁、反憲学連など民族派諸団体や民社党などが結集し、元号に対する世論を盛り上げ、元号法制定を日本政府に求めた。

## 沿革
1977年2月に総理大臣の福田赳夫の「元号法制化もありうる」という発言がきっかけで、この月から前述の右翼勢力が「大衆的な運動」を開始した。
同年5月、元号法制化要求中央国民大会（会長は国際勝共連合代表世話人の宇野精一）を開催し、全国的な結集が展開しだした。
同年12月に熊本県で「元号法制化要求熊本県民大会」が開催され、法制化要求が決議された。この大会の事務局を担当したのは、生長の家政治連合熊本県委員会だった。加盟団体は国際勝共連合、神社本庁の熊本県支部である熊本県神社庁などだった。大会の司会は神道政治連盟の行藤輝臣と、生長の家青年会の山本次吉だった。細川護熙が記念講演を行なった。
1978年5月3日開催の元号法制化実現国民大会を経て、同年7月18日、「元号法制化実現国民会議」の結成式が赤坂プリンスホテルで開催された。
同年10月3日、「元号法制化実現総決起国民大会」を開催した。大会に福田赳夫がメッセージを送り、「政府はこのような元号制度を将来も存続させるべきものであると考えております」と述べた。高橋史朗は壇上で、学生服姿で大会決議文を読み上げた
1978年8月に「元号法制化全国縦断キャラバン」を行い、民社党を軸に公明党などの協力を得て県民会議を結成する活動を各地で行った。この運動は右翼系によって組織されたもので、右翼運動において元号の問題が「昭和維新への布石」とされていたと警察庁は述べた。朝日新聞によれば、元号法制化実現国民会議結成に至る背景には、生長の家、神社本庁など宗教団体の働きかけ、地方議会における決議や請願があった。日本協議会の『祖国と青年』はこの朝日新聞記事を紹介し、「かなり正確・公平に報道している」と評価した。
1981年10月、元号法制化実現国民会議を改組し、「日本を守る国民会議」が設立された。
1997年5月30日、「日本を守る国民会議」と「日本を守る会」は統合し、「日本会議」となった。

## 主要人物
呼び掛け人は以下。
- 石田和外（最高裁長官）[22][23]
- 細川隆元（衆院議員）[22][23]
- 徳川宗敬（貴院、参院議員）[22][23]
- 春日野清隆（栃錦清隆。力士）[22][23]
- 永野重雄（新日鐵会長・経済同友会代表幹事・日商会頭）[22][23]
- 宇野精一（東大名誉教授、中国哲学者、世界平和教授アカデミー常任理事、国際勝共連合代表世話人、全国勝共教授団副会長）[8][9][22][23][24][25]。
- 山岡荘八（小説家）[22][23]
- 黛敏郎（音楽家）[22][26][23]
- 天池清次（労働運動家）[23]
- 大浜英子（婦人問題評論家）[23]

発足後、石田が議長、黛が代表委員の一人になった。事務局長は椛島有三。
中島三千男によれば、当時の主要人物が英霊にこたえる会や日本を守る会と重なっていた一方、より広範な参加もあった。

## 主張
内閣告示による制度化で十分とする種類の元号推進論者とは異なり、法律（元号法）として元号を制定すべきだと論じた。元号は「超国宝級の伝統文化」「独立国家のシンボル」などと主張した。

## 批判
元号法制化実現国民会議議長の石田和外が軍人勅諭を賛美したことについて日本社会党の山花貞夫は1979年に国会で批判した。